# Антуан, Андре
Андре́ Антуа́н (фр. André Antoine, 1858—1943) — французский режиссёр театра и кино, теоретик театра. Крупнейший представитель «театрального натурализма», создатель и руководитель «Свободного театра» и «Театра Антуана», воспитатель плеяды талантливых актёров.

## Биография
Андре Антуан родился 31 января 1858 года в городе Лимож. Окончил престижный лицей Кондорсе.
Работал клерком в Газовом обществе в Париже.

## Творческая деятельность
Только немногие кинорежиссёры тех дней чувствовали специфические особенности киноискусства так остро, как Антуан. Уже в первой своей постановке «Братья-корсиканцы» он отказался рассматривать кинематографический кадр как некое подобие театральной сцены. Поставив между зрителями и актёрами воображаемую «четвертую» стену, он требовал от актёров, чтобы они заглушали в себе привычное чувство театральной рампы и отказывались от излишней экспрессии жестов и мимики, характерной для театра.
Богатый опыт работы в театре и склонность к экспериментированию очень пригодились Антуану в работе над постановкой фильмов. Чутьё художника открывало ему всё новые и новые возможности выразительного языка кино. Он пользовался движением камеры, изобретал новые приемы построения мизансцены, приспособляя их к условиям киносъёмки, наконец, разбивая эпизоды на отдельные сцены и планы, интуитивно постигал законы монтажа.
Осваивая специфику кино, Антуан не злоупотреблял найденными приёмами и очень тактично пользовался ими, не делая их самоцелью, как это наблюдалось у А. Ганса.
Внимание к жизни простых людей, стремление глубоко раскрыть характеры и широко использовать возможности реалистической передачи природы отличали фильмы Антуана от бытовавших тогда салонных мелодрам и серийных детективов. Зрители кинотеатров не оценили строгой простоты его фильмов. Они отнеслись безучастно к его опытам. Реакция зрителей насторожила владельцев киностудий. По их мнению, ставка на талант Антуана не оправдала себя, и его работа в кино прекратилась.
Однако уроки Антуана не пропали даром: в более поздних работах Ж. Фейдера, Л. Пуарье, Р. Будриоза и Жака де Баронселли можно обнаружить влияние его творческих установок.

### «Свободный театр»
Обладая кипучей энергией и большой целеустремленностью, Антуан стал приверженцем натурализма, и более чем кто-либо другой во французском театре занимался пропагандой идейных взглядов Золя и постановкой спектаклей на основе его произведений.
В 1887 году — основал в Париже экспериментальный — и первый в истории так называемый «свободный» — «Театр Либр» (фр.), которым руководил до 1894 года. За это время поставлено 124 пьесы, французских и заграничных, в том числе 67 вновь написанных.
В «Свободном театре» были поставлены, в частности, и «Власть тьмы» Л. Н. Толстого (1888), «Привидения» (1890) и «Дикая утка» (1891) Ибсена, «Нахлебник» И. С. Тургенева (1890), «Ткачи» Г. Гауптмана (1893).

### «Театр Антуана»
В 1897 году создал «Театр Антуана» (фр.) и руководил им до 1906 года.

### «Одеон»
В 1906—1913 годах руководил в Париже театром «Одеон». При нём в театре шли инсценировки романов Бальзака, Альфонса Доде, Жюля Ренара («Рыжик»).

### Постановки
- 1888 — «Власть тьмы» Л. Н. Толстого[5]
- 1890 — «Привидения» Г. Ибсена
- 1890 — «Нахлебник» И. С. Тургенева
- 1891 — «Дикая утка» Г. Ибсена

### Работа в кино
С 1914 по 1922 годы снял девять картин по заказу «Общества авторов и литераторов» и компании Pathé.
Первой его работой были «Братья-корсиканцы». Романтически приподнятая тема была заимствована из одноимённого произведения А. Дюма.
Главное внимание А. Антуан обратил на глубокую обрисовку характеров и сумел передать в фильме острый динамизм действия, характерный для литературного источника.
За первой удачной работой последовали новые экранизации — «Виновный» по Коппе, «Труженики моря» по Гюго, «Земля» по Золя.
В 1922 году оставил режиссуру и занялся кинокритикой в журнале «Ле журналь» (фр. Journal).

### Фильмография
- 1914 — 1793 год (совместно с Альбертом Капеллани, фильм выпущен французской цензурой на экран только в 1921 году)
- 1916 — Братья-корсиканцы
- 1918 — Труженики моря
- 1917 — Виновный
- 1919 — Израиль
- 1920 — Ласточка и синица
- 1921 — Земля
- 1921 — Мадемуазель де ла Сегльер
- 1922 — «Арлезианка[фр.]»